# Dolophrades
Dolophrades är ett släkte av skalbaggar. Dolophrades ingår i familjen långhorningar.
Kladogram enligt Catalogue of Life:
| Dolophrades | \| \| Dolophrades annulicornis \| \| \| \| \| \| Dolophrades birmanus \| \| \| \| \| \| Dolophrades mustanganus \| \| \| \| \| \| Dolophrades terrenus \| \| \| \| |
|             | \| \| Dolophrades annulicornis \| \| \| \| \| \| Dolophrades birmanus \| \| \| \| \| \| Dolophrades mustanganus \| \| \| \| \| \| Dolophrades terrenus \| \| \| \| |
|             | Dolophrades annulicornis |
|             | |
|             | Dolophrades birmanus |
|             | |
|             | Dolophrades mustanganus |
|             | |
|             | Dolophrades terrenus |
|             | |